# Carte toscane

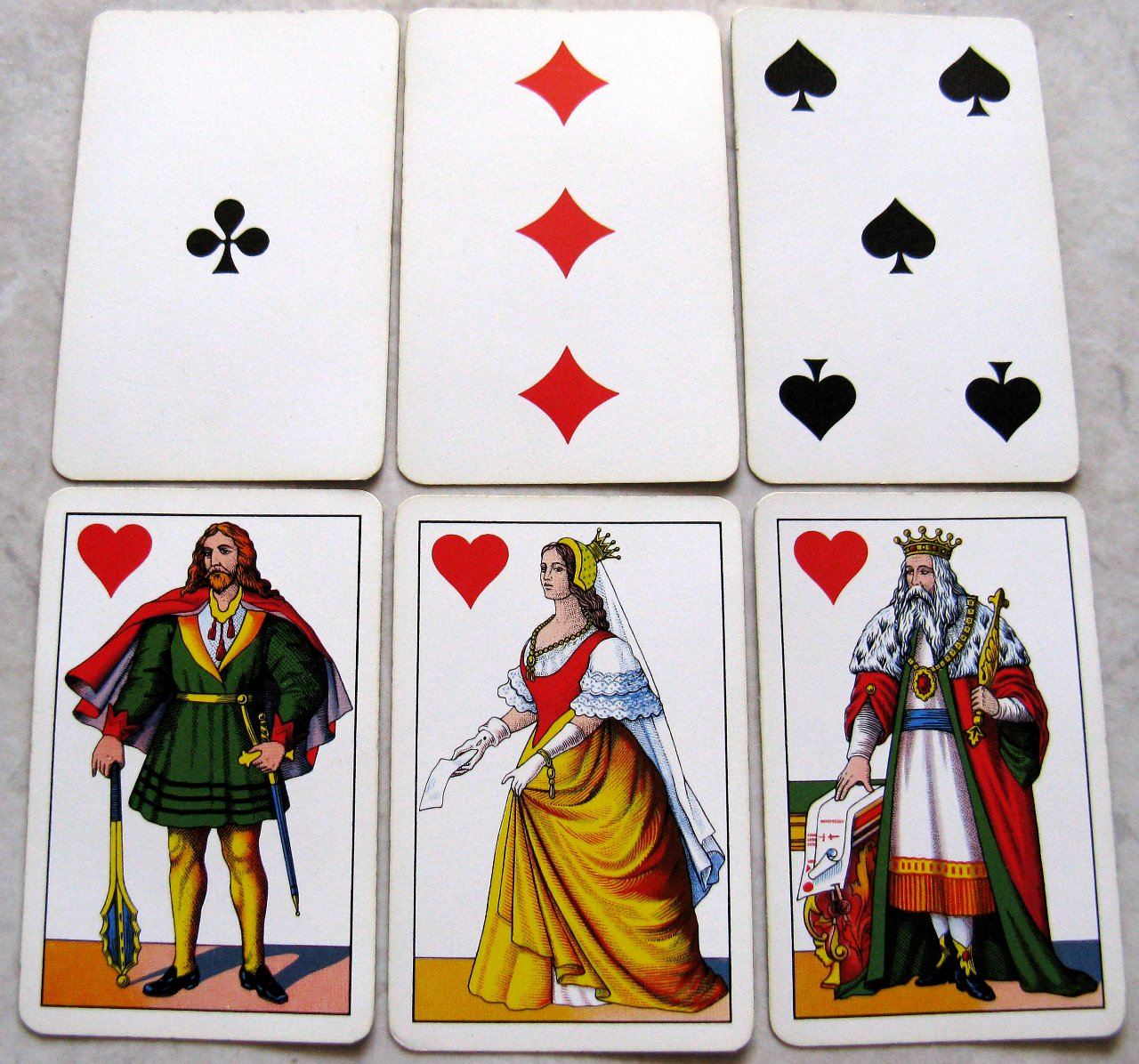
Esempi di carte toscane: da notare lo stile dei semi, simile a quelli francesi, e le figure intere dal disegno molto curato

Le carte toscane sono un tipo di carte da gioco regionali diffuse in Toscana. Il mazzo è costituito da quaranta carte dei classici quattro semi francesi: cuori, quadri (detti in Toscana mattoni), fiori e picche. Le carte comprendono i valori di Asso, 2, 3, 4, 5, 6, 7, gobbo (il fante), donna (la regina) e regio (il re).
Le carte toscane presentano figure molto curate ed intere, contornate da una sottile linea. La loro dimensione standard è di 88x58 mm. Il regio si distingue dal gobbo poiché il primo ha sempre in testa la corona.
I giochi tradizionali italiani maggiormente giocati con questo tipo di carte sono briscola, scopa, tressette, rubamazzo, sette e mezzo e altri giochi affini.
Simili alle "toscane" sono le carte fiorentine, praticamente uguali alle toscane ma di grandezza maggiore: 101×67 mm.

## Le carte fiorentine e le toscane vecchie
Fino alla metà del XX secolo in Toscana erano diffusi entrambi i mazzi: rispetto a quelle "toscane", le "fiorentine", diffuse nell'area di Firenze, presentavano una dimensione maggiore ed un dettaglio delle figure più curato. A partire dagli anni sessanta, però, la pubblicazione delle carte toscane lentamente cessò, e queste carte furono sostituite dalle "fiorentine".
Le nuove carte, che riprendevano le figure delle "fiorentine", furono emesse nelle 2 dimensioni, 101×67 e 88×58 mm: queste ultime vennero messe in commercio con la denominazione di "toscane". Per differenziare le "toscane" originali, queste iniziarono ad essere indicate come "toscane vecchie".